# Maurice Bourget
Maurice Bourget (Lauzon, Quebec, 20 d'octubre de 1907 - 29 de març de 1979) va ser un enginyer civil i polític canadenc.
Durant la seva joventut, va fer breument carrera com a jugador semi-professional de beisbol i de softbol a Lévis. Va fer els seus estudis al col·legi de Lauzon (avui anomenat École St-Joseph), a l'Acadèmia Comercial de Quebec i a l'Escola politècnica de Montreal on va obtenir un diploma en enginyeria civil. Va tornar llavors a Lévis per treballar-hi com a enginyer consultor.
La seva activitat política va començar el 1926, als 19 anys, com a agent electoral del candidat del Partit Liberal del Canadà de la seva circumscripció. La seva carrera va començar el 1940 de resultes de les eleccions generals que el van portar a la Cambra dels municipis com a diputat de la circumscripció de Lévis, on seguí durant 22 anys, ja que fou escollit de nou a les eleccions generals de 1945, 1949, 1953, 1957 i 1958. Organitzador experimentat del partit per a l'Est del Quebec, va ser pegat en la seva pròpia circumscripció amb les eleccions generals de 1962 de resultes de l'avanç del partit Social Credit del Canadà.
Va ser delegat a l'Assemblea General de les Nacions Unides a París, el 1951. Dos anys més tard, es va fer adjunt parlamentari del ministre d'obres públiques i correus que va ocupar fins al final de la vint-i-dosena legislatura, el 1957. En tant que diputat de l'oposició, va ser escollit com a delegat del Canadà a la Conferència Interparlementaria de la Commonwealth, constituïda a Londres el 1961.
Un any després del seu fracàs de 1962, Maurice Bourget es feu senador i fou nomenat president del Senat el 27 d'abril de 1963. A aquest títol, va ser designat copresident de la delegació canadenca a la reunió del Grup interparlamentari Canadà-Estats Units, que va tenir lloc a Washington en gener de 1964, i copresident de la Conferència interparlementaria d'Ottawa, el setembre de 1965. El senador Bourget va ocupar la butaca fins al 6 de gener de 1966 i va ser designat al Consell privat un mes més tard, el 22 de febrer de 1966.
Fins a la seva mort, sobrevinguda el 29 de març de 1979, el senador Bourget va participar en les deliberacions del Senat i dels seus comitès, pronunciant-se sobre assumptes tan diversos com el paper que podia jugar la Societat Ràdio-Canadà per promoure la identitat i la unitat canadenques i la importància de la investigació científica per al Quebec. Està enterrat al cementiri Mont-Marie de Lévis.